# Kenny Wheeler

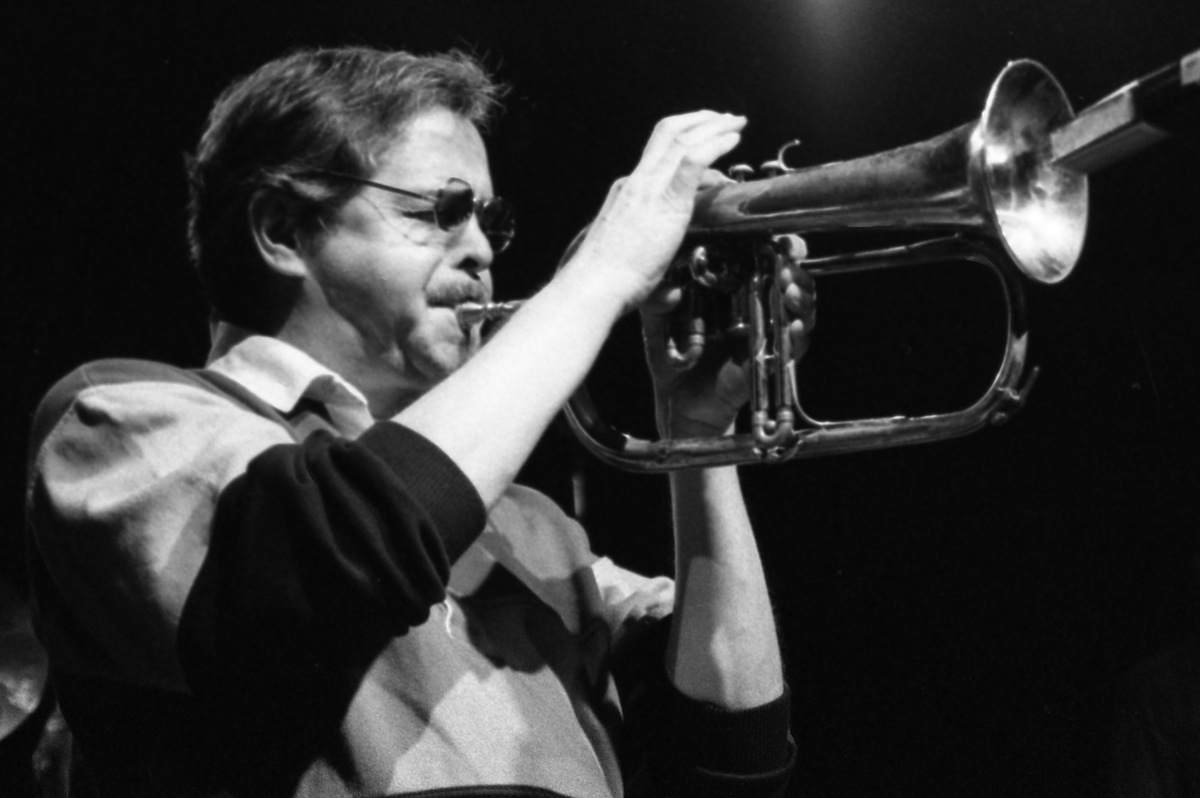
Kenny Wheeler (1992)

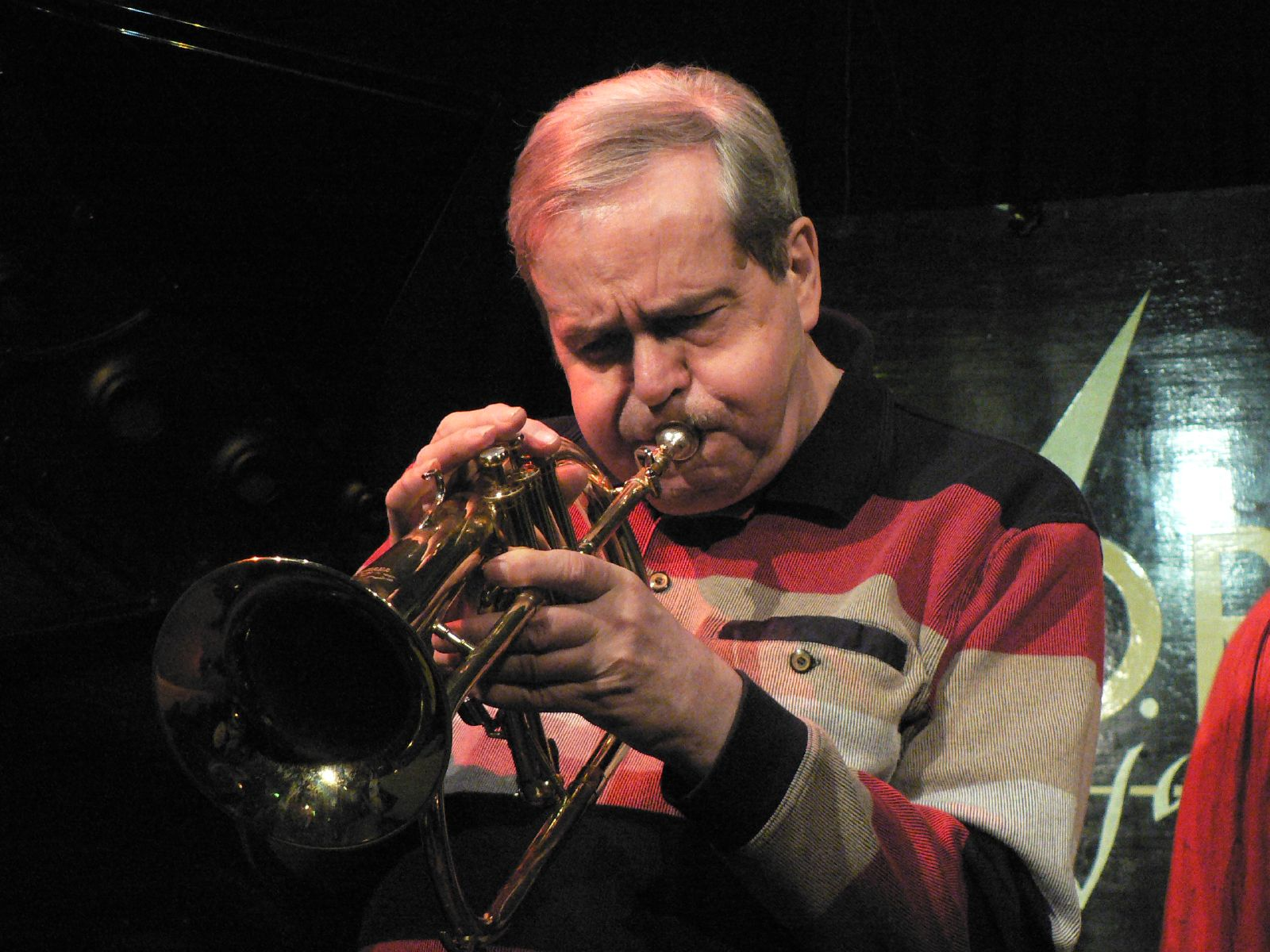
Kenny Wheeler (2007)

Kenneth Vincent John „Kenny“ Wheeler (* 14. Januar 1930 in St. Catharines, Ontario; † 18. September 2014 in London) war ein kanadischer Jazz-Trompeter, -Flügelhornist und Komponist. Er galt als „eine der hintergründigsten und originellsten Jazzstimmen weltweit.“ Ian Carr stellte die Eindringlichkeit seines Spiels heraus: „Eine Art angespannter, romantischer Melancholie.“

## Leben und Wirken
Wheeler, der mit zwölf Jahren das Kornett erlernte, studierte 1950 bis 1951 Harmonielehre und Trompete am Royal Conservatory in Toronto. 1952 siedelte er nach London über. Hier trat er mit traditionellen Swing- und Tanzbands auf, arbeitete aber auch mit Musikern wie Joe Harriott und Ronnie Scott. 1959 trat er beim Newport Jazz Festival mit John Dankworths Boporchestra auf, dem er bis 1965 angehörte. Daneben studierte er Komposition bei Richard Rodney Bennett und Bill Russo. Von 1966 bis 1970 gehörte er zum Spontaneous Music Ensemble um John Stevens. 1968 entstand unter seiner Leitung mit dem Orchester von Dankworth das Album Windmill Tilter, eine Suite eigener Kompositionen nach Don Quijote von Cervantes.
Von 1969 bis 1972 gehörte er (neben Derek Bailey und Evan Parker) dem Sextett von Tony Oxley an, daneben von 1969 bis 1975 dem Mike Gibbs Orchestra. Zwischen 1970 und 2006 arbeitete er auch regelmäßig in Alexander von Schlippenbachs Globe Unity Orchestra. Von 1971 bis 1976 war er Mitglied im Quartett von Anthony Braxton. Nachdem 1975 sein großformatiges Album Song for Someone im Melody Maker als „Album des Jahres“ gewürdigt wurde, spielte er 1976 in Quartett-Besetzung mit Keith Jarrett, Dave Holland und Jack DeJohnette das Album Gnu High ein. Ein Jahr später gründete er mit Norma Winstone und John Taylor das Trio Azimuth, mit dem bis 1997 sechs Alben entstanden. Von 1983 bis 1987 gehörte er dem Dave Holland Quintet an. Anfang der 1990er Jahre war er Mitglied im Dedication Orchestra.
Daneben spielte Wheeler auch Jazz-Rock, u. a. mit Mike Gibbs (Anfang der 1970er Jahre), Bill Bruford (1978), Rainer Brüninghaus (Freigeweht, 1981) und gelegentlich im United Jazz and Rock Ensemble (seit 1978), außerdem war er auf Louis Moholos Album Spirits Rejoice! zu hören. Viele Kritiker verbinden im Schaffen Wheelers mit den 1990er Jahren eine weitere Steigerung, etwa mit seinem Alben Music for Large and Small Ensemble, Kayak oder 1997 Angel Song, einem Quartettalbum mit Lee Konitz, Bill Frisell und Dave Holland.
2005 wurde Wheeler mit der German Jazz Trophy ausgezeichnet, als fünfter Preisträger nach Erwin Lehn, Paul Kuhn, Wolfgang Dauner und Toots Thielemans. Wheeler lebte zuletzt in einem
Pflegeheim in Essex.
Wheeler wurde zu Lebzeiten mit einer Ausstellung in der Royal Academy of Music in London geehrt: Master of Melancholy Chaos. Nach Wheeler wurde der Kenny Wheeler Music Prize benannt, der seit 2011 jedes Jahr an den Absolventen der Akademie vergeben wird, der sowohl in seinem Vortrag als auch in seinen Kompositionen Exzellenz zeigt.

## Diskografische Hinweise
- Windmill Tilter (Fontana, 1968)
- Song for Someone (Incus, 1973)
- Gnu High (ECM, 1975)

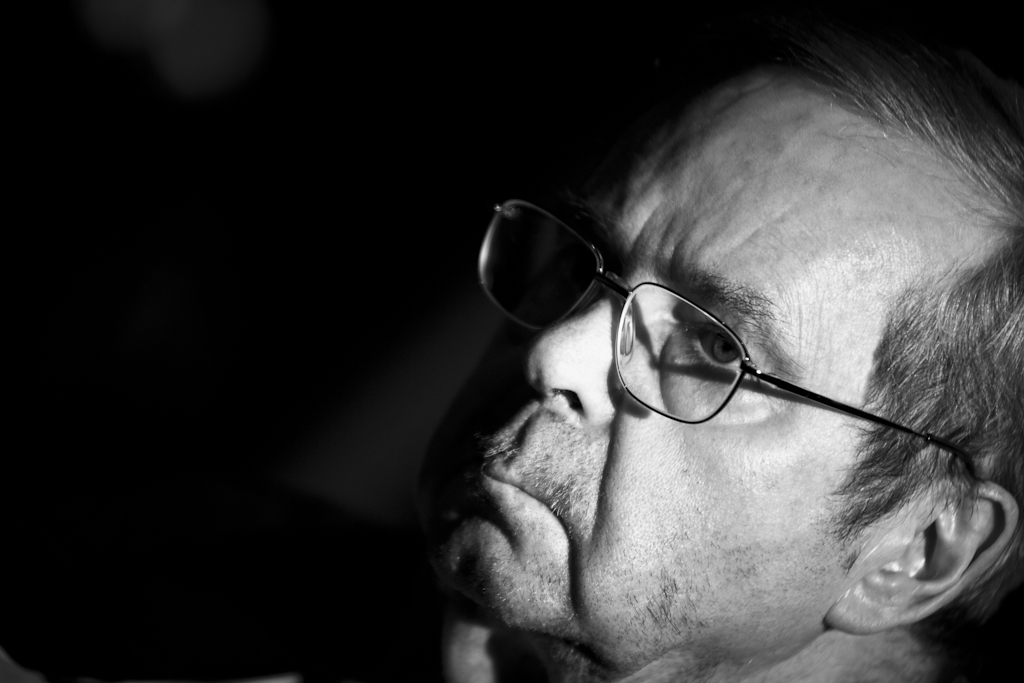
Kenny Wheeler (2011)

- Deer Wan (ECM, 1977) mit Jan Garbarek, John Abercrombie, Ralph Towner, Dave Holland, Jack DeJohnette[7]
- Around 6 (ECM, 1980)
- Double, Double You (ECM, 1983)
- Flutter By, Butterfly (Soul Note, 1988)
- Music for Large & Small Ensembles (ECM, 1990)
- The Widow in the Window (ECM, 1990)
- Kayak (AhUm, 1992)
- The Upper Austrian Jazzorchestra Plays The Music Of Kenny Wheeler: Kenny Wheeler und das Upper Austrian Jazz Orchestra (Westwind, 1996)
- All the More (Soul Note, 1997)
- Angel Song (ECM, 1997) mit Lee Konitz, Bill Frisell, Dave Holland
- A Long Time Ago (ECM, 1999)
- What Now? (CAM Jazz, 2005)
- It Takes Two (CAM Jazz, 2006)
- Other People (CAM Jazz, 2008) mit John Taylor, Hugo Wolf Quartett
- Six for Six (CAM Jazz, 2008)[8] mit Stan Sulzmann, Bobby Wellins, John Taylor, Chris Laurence, Martin France
- The Long Waiting (CAM Jazz, 2011) mit Diana Torto, Henry Lowther, Derek Watkins, Tony Fisher, Nick Smart, Dave Horler, Mark Nightingale, Barnaby Dickinson, Dave Stewart, Ray Warleigh, Duncan Lamont, Stan Sulzmann, Julian Siegel, Julian Argüelles, John Taylor, John Parricelli, Chris Laurence, Martin France, Pete Churchill
- Songs for Quintet (ECM, 2014) mit Stan Sulzmann, John Parricelli, Chris Laurence, Martin France
- The Bobby Wellins / Kenny Wheeler Quintet: The Endangered Species (2025)

Siehe auch
- Invisible Sounds: For Kenny Wheeler